# William Carlos Williams
William Carlos Williams (Rutherford, 17 settembre 1883 – Rutherford, 4 marzo 1963) è stato un poeta, scrittore e medico statunitense.

## Biografia
Nacque a Rutherford, nel New Jersey, il 17 settembre del 1883, figlio di immigrati portoricani; il padre era di origini inglesi e spagnole mentre la madre di origini basche ed ebraico-olandesi. Come molti bambini figli di immigrati negli Stati Uniti, Williams faticò a trovare la sua dimensione nella nuova cultura ma sviluppò in seguito un forte senso di appartenenza, che traspose nelle sue opere letterarie. Frequentò le scuole pubbliche a Rutherford fino al 1897, proseguì gli studi a Château de Lancy, vicino a Ginevra (Svizzera), poi presso il liceo Condorcet di Parigi (Francia) per due anni, e infine alla Horace Mann School di New York.
Nel 1902 si iscrisse alla facoltà di Medicina dell'Università della Pennsylvania. Durante questo periodo, Williams fece conoscenza e strinse un legame di amicizia con Ezra Pound, Hilda Doolittle (conosciuta come H. D.) e con il pittore Charles Demuth. Queste amicizie furono di grande ispirazione e supporto alla sua nascente passione per la poesia. Si laureò in Medicina nel 1906 e passò i quattro anni seguenti lavorando a New York e impegnandosi per il conseguimento di una laurea specialistica in pediatria all'estero, presso l'Università di Lipsia. Ritornò a Rutherford nel 1910 e cominciò a praticare la professione medica. La maggior parte dei suoi pazienti non conobbe i suoi scritti finché lui era in vita: per loro era semplicemente il medico che aveva aiutato a far nascere più di 2 000 dei loro bambini.
Nel 1912 sposò Florence Herman, che era stata sua compagna di studi al liceo. Appena sposati si trasferirono a Rutherford, al n. 9 di Ridge Road. Poco tempo dopo venne pubblicato il suo primo libro di poesie Gli Umori (The Tempers). Nel 1924 Williams fece un viaggio in Europa, dove ebbe modo di frequentare poeti e scrittori come Ezra Pound e James Joyce. La sua permanenza in Europa modificò profondamente la visione che aveva della sua terra, al suo ritorno la definì piena di contraddizioni, a metà tra paganesimo e puritanesimo; i sei mesi trascorsi tra Parigi e Roma gli lasciarono un senso di stupore e curiosità tanto da fargli dichiarare "The European virus was injected into me and Floss" (Il virus europeo era stato iniettato in me e Floss) e tanto da ispirargli il manoscritto "Rome". Williams ritornò a casa da solo quell'anno, mentre la moglie e i figli rimasero in Europa, per permettere a questi ultimi di vivere un periodo all'estero, ovvero la stessa esperienza che Williams e suo fratello avevano avuto l'occasione di vivere durante la loro gioventù; avrebbe usato quest'opportunità per rielaborare idee ed esperienze acquisite all'estero e trarne ispirazione per le sue opere. Proprio negli anni 1920 Williams lavorò per sviluppare uno stile unico e personale che voleva rispecchiasse le sue origini e che potesse essergli inevitabilmente attribuito, ricercava un'identità che spesso si dimostrò difficile da trovare.
Molto più tardi negli anni, Williams viaggiò per gli Stati Uniti, per un ciclo di conferenze e lezioni di poesia. Dichiaratosi più volte scettico verso qualsiasi pensiero religioso, non aveva nessuna fede in una vita nell'aldilà a meno che questa non fosse intesa come la sopravvivenza delle sue opere per le generazioni future. Si dimostrò un tenace sostenitore di molti poeti emergenti, ai quali dedicava parecchi incontri. Nonostante la sua occupazione principale fosse quella di medico, Williams riuscì a portare avanti con grande dedizione la carriera letteraria. Le sue opere comprendono romanzi brevi, lavori teatrali, romanzi, saggi critici, un'autobiografia, traduzioni e carteggi vari.
Williams riuscì a conciliare sia la carriera professionale di medico sia quella di poeta. Come lui stesso era solito affermare, le due discipline erano una complementare all'altra e le soddisfazioni che riceveva da entrambe erano inevitabilmente connesse; lo dimostra infatti la scelta dei soggetti nelle sue opere, spesso riconducibili a casi di pazienti da lui curati. Scriveva di notte e trascorreva i fine settimana a New York con amici - scrittori e artisti come i pittori d'avanguardia Marcel Duchamp e Francis Picabia e i poeti Wallace Stevens e Marianne Moore. Entrò a far parte del movimento imagista, ma iniziò presto a sviluppare opinioni e idee piuttosto diverse da quelle dei suoi amici poeti, Ezra Pound e T. S. Eliot. Nel 1950 fu eletto membro della Biblioteca del Congresso.
La sua visione politica era un intreccio dovuto alle esperienze lavorative di medico, all'educazione di stampo socialista ricevuta dal padre e alle corrispondenze col gruppo di amici, tra cui per esempio Ezra Pound. Williams si allineò idealmente su prese di posizione democratiche liberal, nonostante le sue pubblicazioni su riviste più politicamente radicali come Blast e New Masses suggeriscano che il suo impegno politico fosse collocato molto più a sinistra di quanto il termine liberal stia a indicare. Nel 1949 pubblicò un libretto di poesie The Pink Church (La Chiesa rosa), imperniato sulla celebrazione del corpo umano, il cui significato venne frainteso ed etichettato come "pro-comunista". Il suo presunto simpatizzare con l'ideologia comunista gli costò, nel 1952/53, la perdita del posto di consulente della Biblioteca del Congresso, episodio che lo portò sull'orlo della depressione. Come venne dimostrato da un articolo inedito scritto per la rivista Blast, Williams era convinto che gli artisti dovessero resistere all'idea di farsi promotori di propaganda politica, ma che piuttosto dovessero essere «...devoti alla scrittura (come prima e ultima cosa).». Comunque, nello stesso articolo, Williams dichiara che l'arte può anche decidere di mettersi "al servizio del proletariato".
Dopo essere stato colpito da un infarto nell'ottobre 1948, la salute di Williams cominciò a peggiorare rapidamente e, dal 1951 in poi, gli attacchi cardiaci si susseguirono sempre più frequentemente. Nel 1953 venne ricoverato in un ospedale psichiatrico, dove scrisse "The Mental Hospital Garden". Nel 1958 ebbe il terzo infarto, che ridusse sensibilmente le sue capacità motorie, e gli attacchi ischemici che subì tra il 1958 e il 1963 ne limitarono la vista e la parola. Nel 1959 gli venne diagnosticato e asportato un tumore intestinale. Morì il 4 marzo 1963, all'età di 79 anni, a causa di una trombosi coronarica.

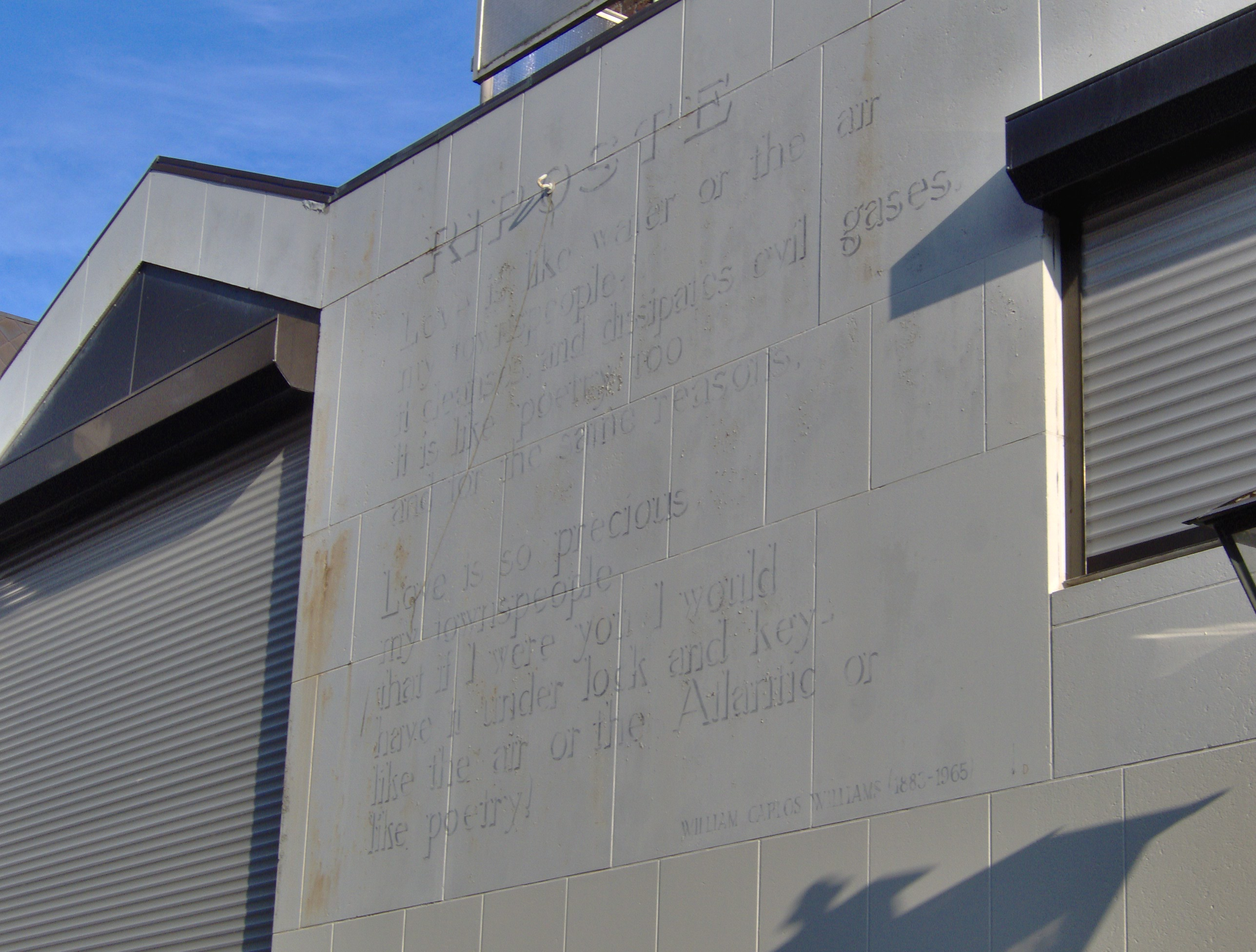
L'acuta replica del poeta statunitense William Carlos Williams sul muro dell'edificio di Breestraat 81, Leida, Paesi Bassi, attualmente poco visibile

## Il lavoro di letterato
Durante la prima guerra mondiale, dopo che un certo numero di artisti europei si era stabilito a New York, Williams strinse forti legami di amicizia con membri dell'avanguardia, come Man Ray, Francis Picabia e Marcel Duchamp. Nel 1915 Williams entrò a far parte di un gruppo di artisti e scrittori newyorkesi conosciuto con il nome "The Others" (Gli altri).
Fondato dal poeta Alfred Kreymborg e da Man Ray, questo gruppo comprendeva anche Walter Arensberg, Wallace Stevens, Mina Loy, Marianne Moore e Duchamp. Alla morte di Duchamp, Williams gli dedicò una poesia intitolata "The Crimson Cyclamen". Tramite questi contatti Williams arrivò a conoscere il movimento dadaista, che insieme a quello surrealista, esercitò una forte influenza sulle sue prime poesie.
Grazie al suo coinvolgimento con il gruppo "The Others", Williams divenne un esponente di spicco del movimento modernista americano.
Williams non gradiva l'uso frequente di allusioni a lingue straniere e fonti classiche di cui facevano ampio uso Ezra Pound e, in modo particolare, T. S. Eliot. Williams preferiva attingere dalla quotidianità e dalla specificità dell'elemento "locale". Nella sua epica modernista di "Paterson" (pubblicata tra il 1946 e il 1963), una narrazione della storia, della gente e dell'essenza della città di Paterson, nel New Jersey, ha raccontato il ruolo del poeta nella società americana.
Williams sintetizzò il suo stile poetico con la frase: «Nessuna idea, se non nelle cose» (dalla poesia del 1944 A sort of a song). Egli sosteneva che i poeti avrebbero dovuto abbandonare le forme poetiche tradizionali e inutili riferimenti letterari, per cercare di guardare il mondo in modo diretto, usando un linguaggio e una forma appropriata al soggetto. Usò anche la similitudine del «linguaggio delle madri polacche», similmente a Marianne Moore, altra poetessa fortemente scettica nei confronti delle forme poetiche tradizionali che in un suo componimento invitò a utilizzare «...un linguaggio semplice, che perfino i cani e i gatti potessero leggere».
Uno dei contributi più determinanti che Williams ha dato alla letteratura statunitense è la sua disponibilità a fare da mentore ai poeti più giovani. Nonostante Pound ed Eliot siano stati più celebrati, tra i poeti del suo tempo, un discreto numero di poeti importanti, della generazione successiva, sono stati personalmente aiutati da Williams o hanno indicato lui come fonte principale di ispirazione. Esercitò un'influenza notevole su molti movimenti letterari americani degli anni cinquanta: i poeti della Beat Generation, il San Francisco Renaissance, la scuola della Black Mountain e la scuola newyorkese.
Williams era amico di Kenneth Rexroth, fondatore del San Francisco Renaissance.
Le sue lezioni al Reed College contribuirono a formare e ispirare tre importanti membri del Renaissance: Gary Snyder, Philip Whalen e Lew Welch.
Il poeta Allen Ginsberg, uno dei maggiori esponenti della Beat Generation, nato come lui nel New Jersey, fu uno dei suoi studenti più entusiasti. Ginsberg affermava che Williams aveva praticamente liberato la sua voce poetica. Williams incluse diverse lettere di Ginsberg in Paterson, sostenendo che una avesse particolarmente ispirato la quinta sezione dell'opera.
Williams scrisse anche le prefazioni a due libri di Ginsberg, compreso Urlo. Nonostante Williams fosse profondamente appassionato della poesia di coloro che lui sosteneva e guidava, non sempre amò i risultati della sua influenza su altri poeti (ad esempio, l'evidente assenza di forma di altri poeti della Beat Generation). Williams credeva di più nell'interazione tra forma ed espressione.
Insignito del Premio Bollingen per la poesia nel 1952, nel maggio 1963 gli fu assegnato, postumo, il premio Pulitzer per la poesia per Pictures from Brueghel and Other Poems (1962) e la Medaglia d'Oro per la poesia dal National Institute of Arts and Letters. Le sue opere più importanti sono Kora in Hell (1920), Spring and All (1923), Pictures from Brueghel and Other Poems (1962), Paterson (1963, rist. 1992), e Imaginations (1970). La Poetry Society of America continua a rendere omaggio a William Carlos Williams assegnando un premio annuale in suo nome per il miglior libro di poesie pubblicato da piccole case editrici no-profit o universitarie.

## La poetica

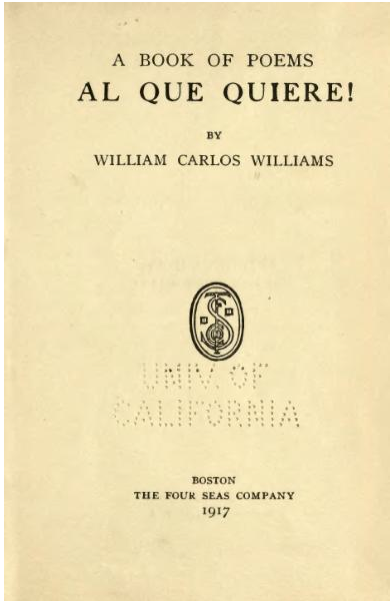
Frontespizio di Al Que Quiere! di William Carlos Williams

Williams cercò di inventare uno stile del tutto nuovo, centrato sulle situazioni di vita quotidiana di persone comuni. Fece suo, poi, il concetto di metrica variabile, concetto radicato nella struttura stessa dell'idioma statunitense. Questa scoperta fu il frutto della sua tenace e attenta osservazione di come e con quanta potenza la radio e i giornali influenzassero il modo in cui le persone comunicavano tra loro. Williams non ha quasi mai usato la metrica tradizionale nelle sue poesie. 
Nella poesia Shadows ("Ombre") tratta dalla raccolta Pictures from Brueghel (Dai quadri di Brueghel)
"Shadows cast by the street light
under the stars,
the head is tilted back,
the long shadow of the legs
presumes a world taken for granted
on which the cricket trills"
Ombre proiettate dai lampioni
sotto le stelle
testa piegata all'indietro
la lunga ombra delle gambe
presuppone un mondo dato per scontato
sul quale trillano i grilli.
Le pause della poesia vogliono rappresentare le pause naturali della lingua anglo-americana parlata, che trovano una risonanza anche nel ritmo delle sonorità jazz.
Williams non terminò mai la ricerca del verso perfetto. Si ingegnò in sperimentazioni coraggiose e, infine, trovò il "verso triadico a scale", un verso molto lungo, diviso in tre segmenti. Questo tipo di verso viene usato in Paterson e in poesie come To Elsie e Ivy Crowns. Ancora una volta lo scopo di Williams è quello di celebrare (in contrasto con l'influenza europea) il vero ritmo dell'idioma anglo-americano che, pur non evidente, è parte intrinseca del linguaggio comune.
Le prime traduzioni italiane di Williams si devono a Vittorio Sereni e a Cristina Campo. Tra l'ormai anziano Williams e la Campo, mai incontratisi di persona, si stabilì un forte legame di interesse e passione letteraria condivisa, le cui tracce si trovano in un carteggio pubblicato nel libro Il fiore è il nostro segno (Libri Scheiwiller, Milano, 2001), insieme con una raccolta di poesie di Williams e il suo breve saggio La caduta di Tenochtitlán.
Dalla prefazione, scritta dalla stessa Campo:

## Opere

### Poesia
- Poems (1909)
- The Tempers (1913)
- Al Que Quiere! (1917)
- Kora in Hell. Improvisations (1920, ristampato 1973)
- Sour Grapes (1921)
- Go Go (1923)
- Spring and All (1923; ristampato 1970)
- The Cod Head (1932)
- Collected Poems, 1921-1931 (1934)
- An Early Martyr and Other Poems (1935)
- Adam & Eve & The City (1936)
- The Complete Collected Poems of William Carlos Williams, 1906-1938 (1938)
- The Broken Span (1941)
- The Wedge (1944)
- Paterson (Book I, 1946; Book II, 1948; Book III, 1949; Book IV, 1951; Book V, 1958)
- Clouds, Aigeltinger, Russia (1948)
- The Collected Later Poems (1950; ed. riv. 1963)
- Collected Earlier Poems (1951; ed. riv., 1966)
- The Desert Music and Other Poems (1954)
- Journey to Love (1955)
- Pictures from Brueghel and Other Poems (1962)
- Paterson (Books I-V in un vol. unico, 1963)
- Imaginations (1970)
- Collected Poems: Volume 1, 1909-1939 (1988)
- Collected Poems: Volume 2, 1939-1962 (1989)
- Early Poems (1997)
- By Word of Mouth: Poems from the Spanish, 1916-1959 New Directions Publishing (Sept. 2011)

Edizioni italiane
- Le due edizioni:
  - Poesie, versioni di Vittorio Sereni, Edizioni del triangolo, Milano 1957 (ed. numerata)
  - Il fiore è il nostro segno, versioni di Cristina Campo, All'insegna del pesce d'oro, Milano 1958 (ed. numerata)
- sono state poi raccolte e ristampate anche come Poesie, Einaudi, Torino 1961, 1967
- Alcune poesie sono state tradotte da Sergio Perosa, in "Il Verri", n. 7, febbraio 1963, pp. 85–87
- Kora all'inferno, a cura di Luigi Ballerini, Guanda, Parma 1971
- Poesie, a cura e traduzione di Barbara Lanati, prefazione di Claudio Gorlier, Newton Compton, Roma 1979
- Paterson, a cura di Alfredo Rizzardi, Ed. Accademia, Milano 1972
  - stessa trad. con un saggio di Octavio Paz, Mondadori, Milano 1997
- Immagini da Bruegel e altre poesie, a cura di Ariodante Marianni, Guanda, Parma 1987
- Il carteggio Il fiore è il nostro segno, con Cristina Campo e Vanni Scheiwiller, è uscito a cura di Margherita Pieracci Harwell, Libri Scheiwiller, Milano 2001
- La primavera e tutto il resto, a cura di Tommaso Di Dio, Finis Terrae, Como, 2020 contiene 26 poesie, diverse in prima traduzione in lingua italiana.

### Prosa
- Kora in Hell (1920)
- Spring and All (1923) - A hybrid of prose and verse.
  - trad. Tommaso Di Dio, La primavera e tutto il resto, Finis Terrae, Como, 2020.
- The Great American Novel (1923)
  - trad. Rosella Mamoli Zorzi e Renata Olivo, Il grande romanzo americano, Marsilio, Venezia 1995
- In the American Grain (1925, 1967, rist. New Directions 2004-Prose on historical figures and events.
  - trad. Aldo Rosselli e Juan Rodolfo Wilcock, Nelle vene dell'America, Adelphi, Milano 1969 e 2002; Bompiani, Milano 1977
- A Voyage to Pagany (1928; rist. 1970)
- Novelette and Other Prose (1932)
- The Knife of the Times, and Other Stories (1932) rist. (1974)
- White Mule (1937), rist. (1967), trad. Ottavio Fatica, Flossie, Editori Riuniti, Roma 1983
- Life along the Passaic River (1938) - Short stories.
- In the Money (1940) seguito di White Mule
- Make Light of It: Collected Stories (1950)
- Autobiography (1951; 1967)
- The Build-Up (1952) - Completa la "Stecher trilogy" iniziata con White Mule.
- Selected Essays (1954)
  - trad. Fabrizio Elefante, La tecnica dell'immaginario: saggi sull'artista e l'arte dello scrivere, SugarCo, Milano 1981 (contiene: Di nuovo pane e caviale: un consiglio al nuovo scrittore; Il fondamento della fede nell'arte; Contro il clima: uno studio sull'artista; Svelamento; La poesia come campo d'azione; Avviamento al racconto; Sulla misura)
- The Selected Letters of William Carlos Williams (1957)
- I Wanted to Write a Poem: The Autobiography of the Works of a Poet (1958)
- Yes, Mrs. Williams: A Personal Record of My Mother (1959)
- The Farmers' Daughters (1961) 
  -     - trad. Lorenzo Bassi, I racconti del dottor Williams, introduzione di Van Wyck Brooks, Einaudi; Torino 1963 (contiene: Il coltello del tempo; Vita lungo il Passaic; Birra e carne fredda; Le figlie dei Farmers)

  - Inoltre, la sua prefazione a Louis Zukofsky, Da A, traduzione di Giovanni Gualtieri, Guanda, Parma 1970
- Imaginations (1970)
- The Embodiment of Knowledge (1974)
- Interviews With William Carlos Williams: "Speaking Straight Ahead" (1976)
- A Recognizable Image: William Carlos Williams on Art and Artists (1978)
- Pound/Williams: Selected Letters of Ezra Pound and William Carlos Williams (1996)
- The Collected Stories of William Carlos Williams (1996)
- The Letters of Denise Levertov and William Carlos Williams (1998)
- William Carlos Williams and Charles Tomlinson: A Transatlantic Connection (1998)

### Teatro
- Many Loves and Other Plays: The Collected Plays of William Carlos Williams (1961)
  - trad. parziale Vincenzo Mantovani, Molti amori e Un sogno d'amore, introduzione di Barbara Lanati, Einaudi, "Collezione di teatro" n. 224, 1978